# Jørgen Larsen (politiker)
 For alternative betydninger, se Jørgen Larsen. (Se også artikler, som begynder med Jørgen Larsen)
Jørgen Larsen var en dansk politiker, der var borgmester i Søndersø Kommune fra 1. januar 1975 til 31. december 1978, og fra 1. januar 1979 til 31. december 1981, valgt for Venstre.
Jørgen Christian Larsen var landmand i Toderup ved Særslev.